# Aéroport de Szeged
L’aéroport de Szeged (hongrois : Szegedi repülőtér) (Code OACI : LHUD) est un aéroport desservant la ville de Szeged dans le comitat de Csongrád en Hongrie. Il est situé à 5 kilomètres à l'ouest de la ville au croisement des routes principales 55 et 502.

## Histoire
L'aéroport a été construit en 1915 à des fins militaires pendant la Première Guerre mondiale. Après les conflits, il a été utilisé pour l'aviation civile ainsi que pour des évènements sportifs. Il est redevenu un aéroport militaire durant la Seconde Guerre mondiale. 
Dans les années 1950 et 1960, la défunte compagnie hongroise Malév assurait des vols nationaux réguliers notamment vers Budapest et d'autres villes. C'est d'ailleurs l'époque où il existait encore des vols intérieurs en Hongrie, ce n'est actuellement plus le cas. Les vols ont été arrêtés en 1965 quand l'aéroport est devenu la propriété de l'Armée Populaire Hongroise.
En 2001, c'est la ville de Szeged qui est devenu la propriétaire et quatre années plus tard a décidé de rénover l'aéroport. En 2006, la ville a confié les rênes de l'aéroport à la Société des Transports dont elle est à 100% propriétaire. La rénovation de l'aéroport s'est produite tout au long de l'année 2006, avec entre autres la construction de la piste en asphalte et des systèmes d'éclairage. La station d'essence, les véhicules de maintenance et de service ont été rénovés tandis que l'aéroport a acquis des équipements radio et pour le contrôle des passagers et des bagages.
De nos jours, l'aéroport connaît une affluence ascendante car le nombre de vols d'affaires internationaux et de vols privés a augmenté de manière significative.

## Situation
| \| 50 km1:5 636 000 \| Fertőszentmiklós Győr-Pér Siófok-Kiliti Szeged Hévíz-Balaton Budapest-Ferenc Liszt Debrecen Pécs-Pogány Kecskemét |
| 50 km1:5 636 000 |